# Argentína az 1984. évi téli olimpiai játékokon
Argentína a jugoszláviai Szarajevóban megrendezett 1984. évi téli olimpiai játékok egyik részt vevő nemzete volt. Az országot az olimpián 3 sportágban 18 sportoló képviselte, akik érmet nem szereztek.

## Alpesisí
Férfi
| Versenyző           | Versenyszám      | 1. futam      | 1. futam      | 2. futam      | 2. futam      | Összesítés | Összesítés |
| Versenyző           | Versenyszám      | Idő           | Hely.         | Idő           | Hely.         | Idő        | Helyezés   |
| ------------------- | ---------------- | ------------- | ------------- | ------------- | ------------- | ---------- | ---------- |
| Américo Astete      | Lesiklás         |               |               |               |               | 2:01,60    | 54.        |
| Américo Astete      | Műlesiklás       | 1:04,90       | 42.           | nem ért célba | nem ért célba | kiesett    | kiesett    |
| Jorge Birkner       | Lesiklás         |               |               |               |               | 1:54,92    | 45.        |
| Jorge Birkner       | Műlesiklás       | 1:00,85       | 37.           | 55,70         | 19.           | 1:56,55    | 22.        |
| Jorge Birkner       | Óriás-műlesiklás | 1:33,82       | 48.*          | 1:34,18       | 45.           | 3:08,00    | 46.        |
| Enrique De Ridder   | Lesiklás         |               |               |               |               | 1:59,76    | 53.        |
| Enrique De Ridder   | Óriás-műlesiklás | 1:38,49       | 53.           | 1:41,33       | 53.           | 3:19,82    | 52.        |
| Fernando Enevoldsen | Műlesiklás       | kizárták      | kizárták      | kiesett       | kiesett       | kiesett    | kiesett    |
| Fernando Enevoldsen | Óriás-műlesiklás | 1:33,82       | 48.*          | 1:34,45       | 46.*          | 3:08,27    | 47.        |
| Nicolas Van Ditmar  | Lesiklás         |               |               |               |               | 1:58,86    | 49.        |
| Nicolas Van Ditmar  | Műlesiklás       | 1:02,30       | 39.           | 58,18         | 24.           | 2:00,48    | 24.        |
| Nicolas Van Ditmar  | Óriás-műlesiklás | nem ért célba | nem ért célba | kiesett       | kiesett       | kiesett    | kiesett    |

Női
| Versenyző               | Versenyszám      | 1. futam      | 1. futam      | 2. futam | 2. futam | Összesítés | Összesítés |
| Versenyző               | Versenyszám      | Idő           | Hely.         | Idő      | Hely.    | Idő        | Helyezés   |
| ----------------------- | ---------------- | ------------- | ------------- | -------- | -------- | ---------- | ---------- |
| Gabriela Angaut         | Műlesiklás       | kizárták      | kizárták      | kiesett  | kiesett  | kiesett    | kiesett    |
| Gabriela Angaut         | Óriás-műlesiklás | 1:19,63       | 47.           | 1:23,53  | 40.      | 2:43,16    | 40.        |
| Magdalena Birkner       | Műlesiklás       | 56,36         | 23.           | 58,39    | 18.      | 1:54,75    | 18.        |
| Magdalena Birkner       | Óriás-műlesiklás | 1:17,64       | 46.           | 1:22,06  | 39.      | 2:39,70    | 39.        |
| Geraldina Bobbio        | Óriás-műlesiklás | 1:21,90       | 48.           | 1:25,61  | 41.      | 2:47,51    | 41.        |
| Teresa Bustamente       | Lesiklás         |               |               |          |          | 1:21,62    | 30.        |
| Teresa Bustamente       | Műlesiklás       | nem ért célba | nem ért célba | kiesett  | kiesett  | kiesett    | kiesett    |
| Teresa Bustamente       | Óriás-műlesiklás | 1:15,33       | 44.           | 1:18,86  | 36.      | 2:34,19    | 36.        |
| Magdalena Saint Antonin | Műlesiklás       | nem ért célba | nem ért célba | kiesett  | kiesett  | kiesett    | kiesett    |

* - egy másik versenyzővel azonos eredményt ért el

## Biatlon
| Versenyző       | Versenyszám  | Lövőhiba | Időeredmény | Helyezés |
| --------------- | ------------ | -------- | ----------- | -------- |
| Oscar di Lovera | 10 km sprint | 3        | 40:25,7     | 59.      |
| Víctor Figueroa | 10 km sprint | 5        | 41:04,2     | 61.      |
| Víctor Figueroa | 20 km egyéni | 7        | 1:34:02,3   | 55.      |
| Luis Ríos       | 10 km sprint | 4        | 40:36,5     | 60.      |
| Luis Ríos       | 20 km egyéni | 10       | 1:42:17,9   | 58.      |

## Sífutás
Férfi
| Versenyző                                                        | Versenyszám     | Eredmény  | Helyezés |
| ---------------------------------------------------------------- | --------------- | --------- | -------- |
| Alejandro Baratta                                                | 30 km           | 2:09:33,1 | 68.      |
| Ricardo Holler                                                   | 15 km           | 54:34,6   | 75.      |
| Ricardo Holler                                                   | 30 km           | 2:02:00,4 | 67.      |
| Ricardo Holler                                                   | 50 km           | 3:05:41,2 | 50.      |
| Julio Moreschi                                                   | 15 km           | 52:19,1   | 73.      |
| Martín Pearson                                                   | 15 km           | 54:50,0   | 76.      |
| Norberto von Baumann                                             | 15 km           | 52:08,9   | 72.      |
| Julio Moreschi Norberto Baumann Ricardo Holler Alejandro Baratta | 4 × 10 km váltó | 2:27:07,1 | 16.      |